# Jeziernica
Jeziernica (biał. Азярніца, Aziarnica; ros. Озерница, Oziernica) – wieś na Białorusi, w obwodzie brzeskim, w rejonie łuninieckim, w sielsowiecie Dworzec.
W dwudziestoleciu międzywojennym leżała w Polsce, w województwie poleskim, w powiecie łuninieckim, w gminie Łachwa. Po II wojnie światowej w granicach Związku Radzieckiego. Od 1991 w niepodległej Białorusi.